# Glack
Glack (em irlandês:  Glaic) é um hamlet e  townland localizada no Condado de Londonderry, Irlanda do Norte. Está a 4 km a sul de Ballykelly, com vista para Lough Foyle]. De acordo com o censo realizado em 2001, a população do lugar era de 183 pessoas. Glack fica dentro da área do Limavady Borough Council.
Glack é composta por três conjuntos de edifícios: uma escola primária (St Finlough) e um negócio local chamado  Paragon Tiles Ltd.

## Esporte
- Glack GAC é o clube local da Associação Atlética Gaélica.